# Gente de Zona
Gente de Zona (manchmal auch Gente D’ Zona) ist eine kubanische Reggaeton-Band, die im Jahr 2000 von Alexander Delgado gegründet wurde. Die Gruppe kombiniert Reggaeton mit traditionellen Elementen der kubanischen Musik. Ihren ersten internationalen Erfolg hatten Gente de Zona im Jahr 2014 mit dem Lied Bailando in Zusammenarbeit mit Enrique Iglesias. Der Song wurde dreifach mit dem Latin Grammy ausgezeichnet.

## Geschichte
Die Geschichte der Band begann, als sich im Jahr 2000 einige Rapper in Alamar nahe Havanna trafen, darunter auch Ernesto Taxista (ehemaliges Mitglied). Der Name der Gruppe, Gente de Zona, weist auf deren Herkunft hin.
Alexander Delgado traf daraufhin Michel Delgado, auch „El Caro“ genannt, und die beiden begannen auf Partys in Guanabacoa, Regla und Alamar zu spielen. Nachdem sie damit Erfolg hatten, traten sie erstmals auf internationalen Festivals auf, sowie auch an Rap-Festivals in Kuba.
2005 verließ Michel Delgado die Gruppe. Daraufhin rief Alexander Delgado Jacob Forever an, welcher zu diesem Zeitpunkt der Produzent der Gruppe Made in Cuba war und bereits mit Pachito Alonso und Eddy K arbeitete. Neben Jacob Forever trat auch Nando Pro als Musikproduzent und DJ der Band bei, wodurch diese ab sofort drei Mitglieder zählte.
Im März 2013 verkündete Gente de Zona den Ausstieg von Jacob Forever, welcher anschließend eine Solokarriere gemeinsam mit Nando Pro begann. Noch im selben Jahr trat Randy Malcom der Band bei, die bis heute aus ihm und Alexander Delgado besteht.
2014 veröffentlichten Gente de Zona gemeinsam mit Enrique Iglesias und Descemer Bueno den Song Bailando, welcher der Gruppe zu internationalem Erfolg verhalf. Das Lied belegte in vielen europäischen und lateinamerikanischen Ländern Platz 1 der Charts.

## Diskografie

### Studioalben
| Jahr | Titel                    | Höchstplatzierung, Gesamtwochen, AuszeichnungChartplatzierungen (Jahr, Titel, Platzierungen, Wochen, Auszeichnungen, Anmerkungen) | Höchstplatzierung, Gesamtwochen, AuszeichnungChartplatzierungen (Jahr, Titel, Platzierungen, Wochen, Auszeichnungen, Anmerkungen) | Anmerkungen                                                                        |
| Jahr | Titel                    | Latin | ES | Anmerkungen                                                                        |
| ---- | ------------------------ | --- | --- | ---------------------------------------------------------------------------------- |
| 2008 | Lo mejor que suena ahora | — | — | Erstveröffentlichung: 8. Februar 2008 Wiederveröffentlichung: 25. Juli 2008 (v2.0) |
| 2010 | A Full                   | — | — | Erstveröffentlichung: 19. Juli 2010                                                |
| 2016 | Visualízate              | Latin1 ×2Doppelplatin · (109 Wo.)Latin                                                                                            | ES42 (20 Wo.)ES | Erstveröffentlichung: 22. April 2016                                               |

Weitere Alben
- 2012: Oro: Lo nuevo y lo mejor (Kompilation)
- 2019: Otra Cosa (US: Platin (Latin))
- 2022: De Menor a Mayor

### Singles
| Jahr | Titel Album               | Höchstplatzierung, Gesamtwochen, AuszeichnungChartplatzierungen (Jahr, Titel, Album, Platzierungen, Wochen, Auszeichnungen, Anmerkungen) | Höchstplatzierung, Gesamtwochen, AuszeichnungChartplatzierungen (Jahr, Titel, Album, Platzierungen, Wochen, Auszeichnungen, Anmerkungen) | Höchstplatzierung, Gesamtwochen, AuszeichnungChartplatzierungen (Jahr, Titel, Album, Platzierungen, Wochen, Auszeichnungen, Anmerkungen) | Höchstplatzierung, Gesamtwochen, AuszeichnungChartplatzierungen (Jahr, Titel, Album, Platzierungen, Wochen, Auszeichnungen, Anmerkungen) | Höchstplatzierung, Gesamtwochen, AuszeichnungChartplatzierungen (Jahr, Titel, Album, Platzierungen, Wochen, Auszeichnungen, Anmerkungen) | Höchstplatzierung, Gesamtwochen, AuszeichnungChartplatzierungen (Jahr, Titel, Album, Platzierungen, Wochen, Auszeichnungen, Anmerkungen) | Höchstplatzierung, Gesamtwochen, AuszeichnungChartplatzierungen (Jahr, Titel, Album, Platzierungen, Wochen, Auszeichnungen, Anmerkungen) | Anmerkungen                                                |
| Jahr | Titel Album               | DE | AT | CH | UK | US | Latin | ES | Anmerkungen                                                |
| ---- | ------------------------- | --- | --- | --- | --- | --- | --- | --- | ---------------------------------------------------------- |
| 2015 | La gozadera Visualízate   | — | — | CH34 (1 Wo.)CH | — | — | Latin2 ×2Diamant + Doppelplatin · (31 Wo.)Latin                                                                                          | ES1 ×6Sechsfachplatin · (92 Wo.)ES | Erstveröffentlichung: 30. April 2015 feat. Marc Anthony    |
| 2015 | Traidora Visualízate      | — | — | — | — | — | Latin6 (26 Wo.)Latin | ES9 ×2Doppelplatin · (45 Wo.)ES | Erstveröffentlichung: 13. November 2015 feat. Marc Anthony |
| 2016 | Algo contigo Visualízate  | — | — | — | — | — | Latin27 (20 Wo.)Latin | ES59 Gold · (19 Wo.)ES |                                                            |
| 2016 | La mala y la buena –      | — | — | — | — | — | Latin17 (12 Wo.)Latin | — | Erstveröffentlichung: 4. Oktober 2016 mit Alex Sensation   |
| 2017 | Si no vuelves Otra Cosa   | — | — | — | — | — | Latin35 (20 Wo.)Latin | ES65 Gold · (18 Wo.)ES |                                                            |
| 2020 | Muchacha De Menor a Mayor | — | — | — | — | — | Latin— PlatinLatin | ES82 Platin · (5 Wo.)ES | Erstveröffentlichung: 23. April 2020 feat. Becky G         |

Weitere Singles
- 2007: El animal (US: Gold (Latin))
- 2010: Homenaje Al Beny (Castellano Que Bueno Baila Usted) (US: Gold (Latin))
- 2021: A mi manera (Dale Pututi, Gente de Zona & Jacob Forever feat. Los 4, El Chacal, Baby Lores, El Chulo & Eddy K, US: Gold (Latin))
- 2021: Patria y vida (mit Yotuel & Descemer Bueno feat. Maykel Osorbo & El Funky, US: Platin (Latin))

### Gastbeiträge
| Jahr | Titel Album                                | Höchstplatzierung, Gesamtwochen, AuszeichnungChartplatzierungen (Jahr, Titel, Album, Platzierungen, Wochen, Auszeichnungen, Anmerkungen) | Höchstplatzierung, Gesamtwochen, AuszeichnungChartplatzierungen (Jahr, Titel, Album, Platzierungen, Wochen, Auszeichnungen, Anmerkungen) | Höchstplatzierung, Gesamtwochen, AuszeichnungChartplatzierungen (Jahr, Titel, Album, Platzierungen, Wochen, Auszeichnungen, Anmerkungen) | Höchstplatzierung, Gesamtwochen, AuszeichnungChartplatzierungen (Jahr, Titel, Album, Platzierungen, Wochen, Auszeichnungen, Anmerkungen) | Höchstplatzierung, Gesamtwochen, AuszeichnungChartplatzierungen (Jahr, Titel, Album, Platzierungen, Wochen, Auszeichnungen, Anmerkungen) | Höchstplatzierung, Gesamtwochen, AuszeichnungChartplatzierungen (Jahr, Titel, Album, Platzierungen, Wochen, Auszeichnungen, Anmerkungen) | Höchstplatzierung, Gesamtwochen, AuszeichnungChartplatzierungen (Jahr, Titel, Album, Platzierungen, Wochen, Auszeichnungen, Anmerkungen) | Anmerkungen                                                                                |
| Jahr | Titel Album                                | DE | AT | CH | UK | US | Latin | ES | Anmerkungen                                                                                |
| ---- | ------------------------------------------ | --- | --- | --- | --- | --- | --- | --- | ------------------------------------------------------------------------------------------ |
| 2013 | Bailando (Tener contigo) –                 | — | — | — | — | — | Latin35 (2 Wo.)Latin | — | Descemer Bueno feat. Gente de Zona                                                         |
| 2014 | Bailando Sex and Love                      | DE31 Gold · (27 Wo.)DE | AT42 (21 Wo.)AT | CH4 Platin · (73 Wo.)CH | UK75 Platin · (1 Wo.)UK | US12 ×4Vierfachplatin · (30 Wo.)US | Latin1 (53 Wo.)Latin | ES1 ×8Achtfachplatin · (118 Wo.)ES | Erstveröffentlichung: 28. April 2014 Enrique Iglesias feat. Descemer Bueno & Gente de Zona |
| 2014 | Tú me quemas Radio Universo                | — | — | — | — | — | Latin23 (20 Wo.)Latin | ES97 (1 Wo.)ES | Chino & Nacho feat. Gente de Zona & Los Cadillacs                                          |
| 2014 | Piensas (Dile la verdad) Dale              | — | — | — | — | — | Latin11 (20 Wo.)Latin | ES21 Platin · (48 Wo.)ES | Erstveröffentlichung: 20. November 2014 Pitbull feat. Gente de Zona                        |
| 2015 | He llorado (Como un niño) The King is Back | — | — | — | — | — | — | ES7 ×2Doppelplatin · (44 Wo.)ES | Juan Magán feat. Gente de Zona                                                             |
| 2017 | Quédate conmigo –                          | — | — | — | — | — | Latin37 (8 Wo.)Latin | ES91 (4 Wo.)ES | Erstveröffentlichung: 18. Mai 2017 Chyno Miranda feat. Wisin y Gente de Zona               |
| 2017 | Ni tú ni yo –                              | — | — | CH30 (6 Wo.)CH | — | — | Latin15 (18 Wo.)Latin | ES24 Gold · (16 Wo.)ES | Erstveröffentlichung: 5. Juli 2017 Jennifer Lopez feat. Gente de Zona                      |
| 2017 | 3 A.M. Un besito más                       | — | — | — | — | — | Latin30 (20 Wo.)Latin | — | Erstveröffentlichung: 18. August 2017 Jesse & Joy feat. Gente de Zona                      |
| 2018 | Stop Me From Falling Golden                | — | — | — | UK52 (3 Wo.)UK | — | — | — | Erstveröffentlichung: 9. März 2018 Kylie Minogue feat. Gente de Zona                       |
| 2018 | Lento Valiente                             | — | — | — | — | — | — | ES88 (1 Wo.)ES | Erstveröffentlichung: 27. September 2018 Thalía feat. Gente de Zona                        |
| 2022 | Soy Yo Forever King                        | — | — | — | — | — | Latin35 (4 Wo.)Latin | — | Erstveröffentlichung: 21. April 2022 Don Omar feat. Wisin & Gente de Zona                  |

Weitere Gastbeiträge
- 2017: Lo digo (Carlos Rivera feat. Gente de Zona)
- 2020: Color Esperanza 2020 (Various Artists, Benefizsingle, ES: Platin)

## Auszeichnungen für Musikverkäufe
| Goldene Schallplatte - Dänemark - 2015: für die Single Bailando - Mexiko - 2017: für die Single Piensas (Dile la verdad) - 2017: für die Single Traidora - 2017: für das Album Visualízate - 2019: für die Single Ni tú ni yo - Polen - 2022: für die Single La gozadera - Portugal - 2019: für die Single Bailando - Vereinigte Staaten - 2019: für das Lied La vida me cambio (Latin) Platin-Schallplatte - Belgien - 2016: für die Single Bailando - Chile - 2018: für das Album Visualízate - Italien - 2016: für die Single La gozadera - Neuseeland - 2024: für die Single Bailando - Schweden - 2014: für die Single Bailando | 2× Platin-Schallplatte - Kanada - 2015: für die Single Bailando - Mexiko - 2024: für die Single Lo digo - Niederlande - 2014: für die Single Bailando 5× Goldene Schallplatte - Mexiko - 2023: für die Single La gozadera 7× Goldene Schallplatte - Mexiko - 2016: für die Single Bailando 9× Goldene Schallplatte - Mexiko - 2024: für die Single Color Esperanza 2020 9× Platin-Schallplatte - Italien - 2019: für die Single Bailando Diamantene Schallplatte - Mexiko - 2023: für die Single La gozadera 2× Diamantene Schallplatte - Brasilien - 2024: für die Single Bailando 5× Diamantene Schallplatte - Mexiko - 2016: für die Single Bailando |

Anmerkung: Auszeichnungen in Ländern aus den Charttabellen bzw. Chartboxen sind in ebendiesen zu finden.
| Land/RegionAuszeichnungen für Musikverkäufe (Land/Region, Auszeichnungen, Verkäufe, Quellen) | Gold       | Platin       | Diamant     | Verkäufe  | Quellen              |
| -------------------------------------------------------------------------------------------- | ---------- | ------------ | ----------- | --------- | -------------------- |
| Belgien (BRMA)                                                                               | —          | Platin1      | —           | 30.000    | ultratop.be          |
| Brasilien (PMB)                                                                              | —          | —            | 2× Diamant2 | 500.000   | pro-musicabr.org.br  |
| Chile (IFPI)                                                                                 | —          | Platin1      | —           | 10.000    | Einzelnachweise      |
| Dänemark (IFPI)                                                                              | Gold1      | —            | —           | 30.000    | ifpi.dk              |
| Deutschland (BVMI)                                                                           | Gold1      | —            | —           | 200.000   | musikindustrie.de    |
| Frankreich (SNEP)                                                                            | —          | —            | —           | 30.000    | infodisc.fr          |
| Italien (FIMI)                                                                               | —          | 10× Platin10 | —           | 500.000   | fimi.it              |
| Kanada (MC)                                                                                  | —          | 2× Platin2   | —           | 160.000   | musiccanada.com      |
| Mexiko (AMPROFON)                                                                            | 7× Gold7   | 11× Platin11 | 6× Diamant6 | 3.150.000 | amprofon.com.mx      |
| Neuseeland (RMNZ)                                                                            | —          | Platin1      | —           | 30.000    | radioscope.co.nz     |
| Niederlande (NVPI)                                                                           | —          | 2× Platin2   | —           | 60.000    | nvpi.nl              |
| Polen (ZPAV)                                                                                 | Gold1      | —            | —           | 25.000    | olis.pl              |
| Portugal (AFP)                                                                               | Gold1      | —            | —           | 5.000     | Einzelnachweise      |
| Schweden (IFPI)                                                                              | —          | Platin1      | —           | 40.000    | sverigetopplistan.se |
| Schweiz (IFPI)                                                                               | —          | Platin1      | —           | 30.000    | hitparade.ch         |
| Spanien (Promusicae)                                                                         | 3× Gold3   | 21× Platin21 | —           | 1.060.000 | elportaldemusica.es  |
| Vereinigte Staaten (RIAA)                                                                    | 4× Gold4   | 10× Platin10 | Diamant1    | 5.550.000 | riaa.com             |
| Vereinigtes Königreich (BPI)                                                                 | —          | Platin1      | —           | 600.000   | bpi.co.uk            |
| Insgesamt                                                                                    | 18× Gold18 | 62× Platin62 | 9× Diamant9 |           |                      |